# LABORATORY＃1
『LABORATORY #1』（ラボラトリー-）は3B LAB.☆の1枚目のアルバム。

## 概要
- オリジナルのアルバムとしては最初の作品である。
- 現在では珍しく、千葉の楽曲も収録されている。

## 収録曲
作詞・作曲：岡平健治（全曲）
1. SOUND EFFECT ORCHESTRA
2. 3B LAB.☆のテーマ
バンドが結成されたばかりのころに作られた曲。
3. 一期一会 
1stシングル。
4. プレゼント
2ndシングル。
5. 走れ!メロス
6. 山茶花 谷町線
岡平の失恋のエピソードがこの曲のきっかけ。実際岡平は谷町線を使っていたらしい。
7. Overtime
アコースティックギターとハープがメインのシンプルな楽曲。もともとは「time over」という曲名にしようとしていたが、「それじゃぁ、時間切れだ」という事でこの曲名になった。歌手のCoccoに向けて書いたと言われている。
8. Lucky
「Lucky」とは岡平が昔飼っていた犬の名前らしい。
9. money
岡平と千葉の合作。
10. EASY EASY EASY
11. 君がいるから僕がいる
岡平がバイク仲間に歌ったというバラード。
12. ガラクタと手紙
歌詞には広島弁が多用されている。
13. 恋愛至上主義
14. everyone
15. 今日も星が綺麗～ホシトボクトネコノウタ～
歌詞に「猫」が登場するが、岡平が家賃2万円でアパート暮らしをしていたころにオスの猫がいて、岡平は勘違いして「富士子」という名前をつけてしまったというエピソードがある。